# Meteoriet (lied)
Meteoriet is een lied van de Nederlandse zanger Antoon in samenwerking met de Nederlandse rapper Dopebwoy. Het werd in 2022 als single uitgebracht en stond in hetzelfde jaar op de ep Klop klop van Antoon. In 2023 stond het als negende track op het album Engel van Antoon.

## Achtergrond
Meteoriet is geschreven door Valentijn Verkerk, Twan van Steenhoven, Kevin Bosch en Jordan Jacott en geproduceerd door Antoon. Het is een lied uit de genres nederpop en nederhop met effecten uit de reggaeton. In het lied zingen en rappen de artiesten over de indruk die een meisje op hun hebben gemaakt en hoe erg ze naar haar verlangen. 

## Hitnoteringen
De artiesten hadden succes met het lied in de Nederlandse hitlijsten. In de Single Top 100 piekte het op de veertiende plaats en stond dertig weken in deze lijst. Het kwam tot de 33e plek van de Top 40 en was zeven weken in deze hitlijst te vinden. 